# レディ・トゥ・ゴー (パニック!アット・ザ・ディスコの曲)
- レディ・トゥ・ゴー
- レディ・トゥー・ゴー[1]
- レディ・トゥー・ゴー（ゲット・ミー・オウト・オブ・マイ・マインド）[2][3]

「レディ・トゥ・ゴー」（原題: Ready to Go (Get Me Out of My Mind)）は、アメリカ合衆国のポップ・ロック・バンドであるパニック!アット・ザ・ディスコの楽曲。2011年3月22日に発売された3作目のスタジオ・アルバム『悪徳と美徳』の6曲目に収録された後、5月20日に同作からの第2弾シングルとしてリカットされた。
楽曲は2011年に公開されたアニメ映画『スマーフ』のエンドクレジットで使用されたが、同作のサウンドトラック・アルバムには収録されていない。

## リリース・評価
「レディ・トゥ・ゴー」は、アルバム『悪徳と美徳』からの第2弾シングルとして発売された楽曲で、ブレンドン・ユーリーは2011年のHollywireの取材で「僕らが（シングルとして）2番目に出したかった曲で、レコードでお気に入りの1つ。僕の本当に好きな曲で、僕らがこれまでやったことがないものを見せる曲だと思う」と語っている。
『ポップマターズ』のマット・ジェームズは、本作を「完璧かつ迫力のあるパワー・ポップ」「豪華なイヤーワーム」と表現した。『アメリカン・ソングライター』誌のエリック・アレンは、ザ・キラーズからの影響について言及している。2011年に『ローリング・ストーン』誌が実施した読者投票 "The Best Songs of the Summer" では第5位に入った。『PopBuzz』のジェームズ・ウィルソン＝テイラーは、2018年1月時点でパニック!アット・ザ・ディスコが発表した全71曲（カバー曲やコラボ曲を除く）を対象としたランキングで第19位に本作を選出した。

## ミュージック・ビデオ
2011年5月2日、パニック!アット・ザ・ディスコは公式Facebookページで「レディ・トゥ・ゴー」のミュージック・ビデオを公開した。監督は「アイ・ライト・シンズ・ノット・トラジェディーズ〜いつわりのウェディング」や「モナリザのバラード」なども手がけたシェーン・ドレイクが務めた。本作のミュージック・ビデオにはミュージカル映画『雨に唄えば』のオマージュやバディ・ホリーのモノマネなど、多様な要素が取り入れられており、スミスは「僕ら流のミュージカル」と表現している。
『オルタナティヴ・プレス』誌のキャシー・ホイットは、2016年5月までに公開されたパニック!アット・ザ・ディスコのミュージック・ビデオを対象にランク付けし、本作のミュージック・ビデオを第4位に選出した。

## クレジット
※出典
- ブレンドン・ユーリー – リード・ボーカル、バックグラウンド・ボーカル、キーボード、ベース、シンセサイザー、プログラミング、リズムギター、リードギター、作詞作曲
- スペンサー・スミス – ドラム、パーカッション、作詞作曲
- ブッチ・ウォーカー – プロデュース、追加のギター、バックグラウンド・ボーカル、プログラミング、録音
- ジョン・フェルドマン – 録音、アシスタント・エンジニア
- ジェイク・シンクレア – エンジニア
- ブランドン・パドック – アシスタント・エンジニア
- エリック・ロン – アシスタント・エンジニア
- フレッド・アーシャンボルト – アシスタント・エンジニア
- マット・アップルトン – アシスタント・エンジニア
- クラウディウス・ミッテンドーファー – ミキシング
- ロブ・メイセス – ストリングスアレンジ、指揮者
- ジョナサン・アレン – 録音（ストリングス）
- ルイス・ジョーンズ – アシスタント（ストリングスの録音）
- ジョー・ナポリターノ – 編集
- イソベル・グリフィス – コントラクター（ストリングス）
- トマス・ボウズ – リーダー（ストリングス）
- ピート・ライマン – マスタリング

## チャート成績
| チャート (2011年)     | 最高位 |
| --------------------- | ------ |
| オーストラリア (ARIA) | 69     |

## 認定
| 国/地域                          | 認定 | 認定/売上数 |
| -------------------------------- | ---- | ----------- |
| アメリカ合衆国 (RIAA)            | Gold | 500,000     |
| 認定のみに基づく売上数と再生回数 |      |             |